# Télégraphe (métro de Paris)
Pour les articles homonymes, voir Télégraphe (homonymie).
Télégraphe est une station de la ligne 11 du métro de Paris, située à la limite des 19e et 20e arrondissements de Paris.

## Situation
La station est établie à la limite administrative entre le quartier d'Amérique au nord et le quartier Saint-Fargeau au sud. Elle se trouve sous la rue de Belleville, entre l'intersection avec la rue du Télégraphe et la rue de Romainville d'une part et le carrefour avec la rue Pelleport et la rue du Docteur-Potain d'autre part. Orientée selon un axe est-ouest, elle s'intercale entre les stations Place des Fêtes et Porte des Lilas. Malgré sa grande profondeur, elle marque le point culminant de l'ensemble du réseau : les voies se situent à 96 mètres d'altitude, quand la voirie locale culmine à 120 mètres.

## Histoire
La station est ouverte le 28 avril 1935 avec la mise en service du premier tronçon de la ligne 11 entre son terminus occidental actuel de Châtelet et la station Porte des Lilas.
Elle doit sa dénomination à sa proximité avec la rue du Télégraphe, dont le nom provient de l’invention de Claude Chappe, physicien français (1763-1805) qui installa son appareil, qu’il appela tachygraphe, sur ce point culminant (128 mètres) de la butte de Belleville.
Du fait de l'importante profondeur de la station, certains paliers entre les volées d'escaliers menant à la salle de distribution avaient la particularité d'être équipés d'une paire de sièges — de style « Motte » verts en l'occurrence — jusqu'à la fin des années 2000 afin que les voyageurs puissent éventuellement reprendre leur souffle, les assises n'étant ordinairement disposées que sur les quais. Ils ont été retirés à la suite de la rénovation des couloirs de la station, achevée le 16 juin 2009 dans le cadre du programme « Renouveau du métro » de la RATP. Cette particularité existe toujours aux stations Buttes Chaumont et Pré-Saint-Gervais sur la ligne 7 bis, également enfouies à grande profondeur.
Le 1er avril 2016, la RATP recouvre la moitié des noms de la station sur ses quais par des plaques nominatives de remplacement pour faire un poisson d'avril le temps d'une journée, comme dans douze autres stations sur le réseau. Télégraphe est humoristiquement renommée « #Tweet » en référence au format de publication caractéristique du réseau social Twitter (rebaptisé progressivement X depuis 2023), afin de symboliser l'évolution des modes de transmission de messages au XXIe siècle.
Dans le cadre du prolongement de la ligne 11 jusqu'à Rosny-Bois-Perrier, les quais sont rehaussés et carrelés du 8 juin au 15 juillet 2019 afin de permettre l'arrivée du nouveau matériel MP 14, nécessitant leur fermeture au public pendant toute la durée des travaux d'adaptation, puis un accès supplémentaire équipé d'un ascenseur est inauguré le 27 janvier 2023 à l'ouest de la station.

### Fréquentation
Selon les estimations de la RATP, la station a vu entrer 1 823 734 voyageurs en 2019, ce qui la place à la 257e position des stations de métro pour sa fréquentation sur 302,. En 2020, avec la crise du Covid-19, son trafic annuel tombe à 1 194 040 voyageurs, la classant alors au 220e rang, avant de remonter progressivement en 2021 avec 1 636 898 entrants comptabilisés, ce qui la place à la 217e position des stations du réseau pour sa fréquentation cette année-là.

## Services aux voyageurs

### Accès
La station dispose de quatre accès, les trois d'origine étant constitués d'un escalier fixe orné d'une balustrade et d'un candélabre de style Dervaux :
- l'accès no 1 « Rue du Télégraphe » débouchant à l'angle sud-ouest du carrefour, au droit du no 240 de la rue de Belleville et du no 55 de la rue du Télégraphe ;
- l'accès no 2 « Rue de Belleville » se situant à l'ouest du carrefour, face au no 259 de la rue précitée ;
- l'accès no 3 « Cimetière de Belleville », attenant au square Belleville - Télégraphe, se trouvant à l'angle sud-est du carrefour.
- l'accès no 4 « Rue du Docteur-Potain », inauguré début 2023, comportant un édicule vitré implanté sur la contre-allée arborée de la rue de Belleville, à l'angle avec la rue du Docteur-Potain ; il abrite un ascenseur entouré d'une série d'escalier fixes descendant jusqu'au niveau -5.

Accès à la station
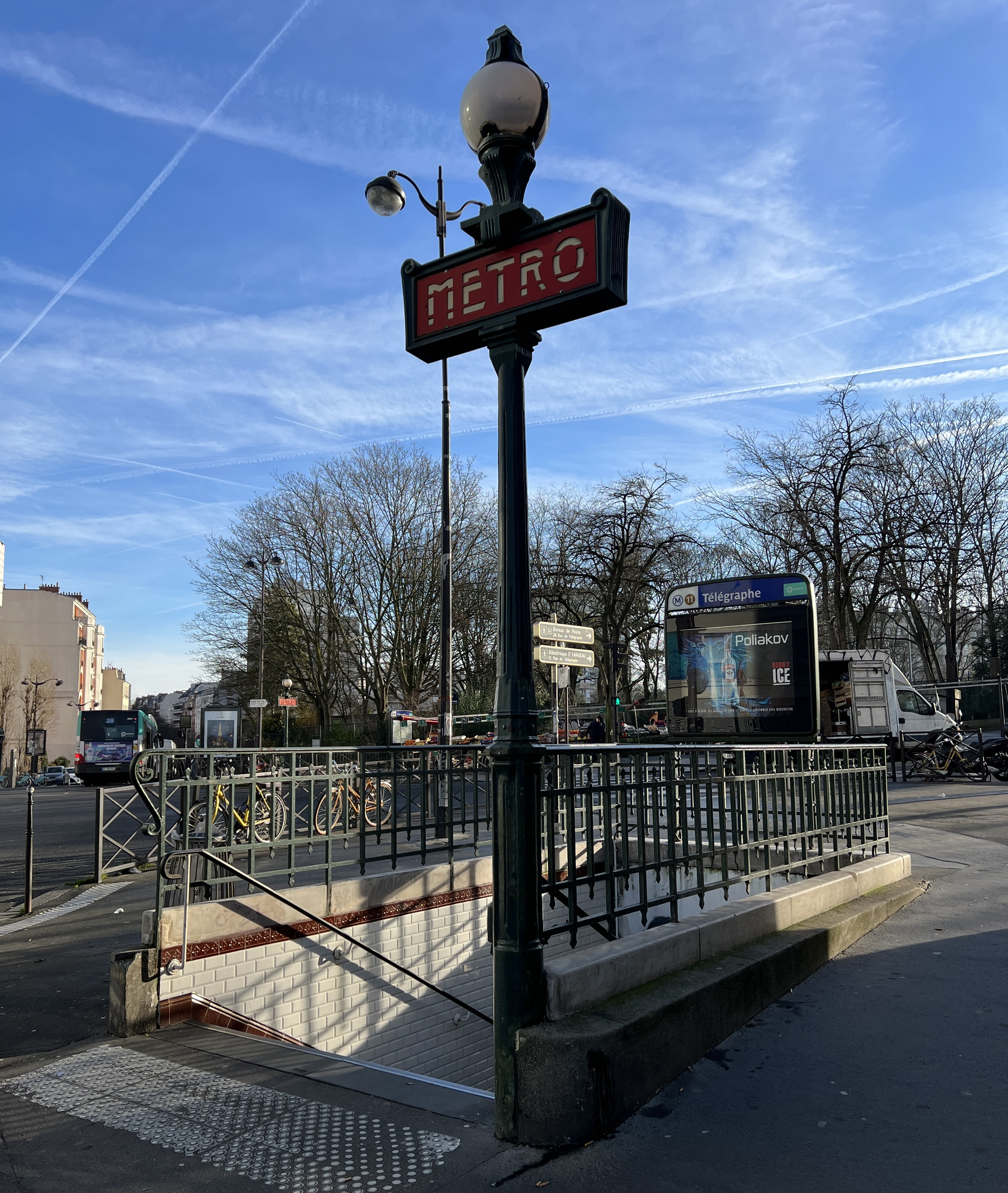
L'accès no 1, « Rue du Télégraphe ».
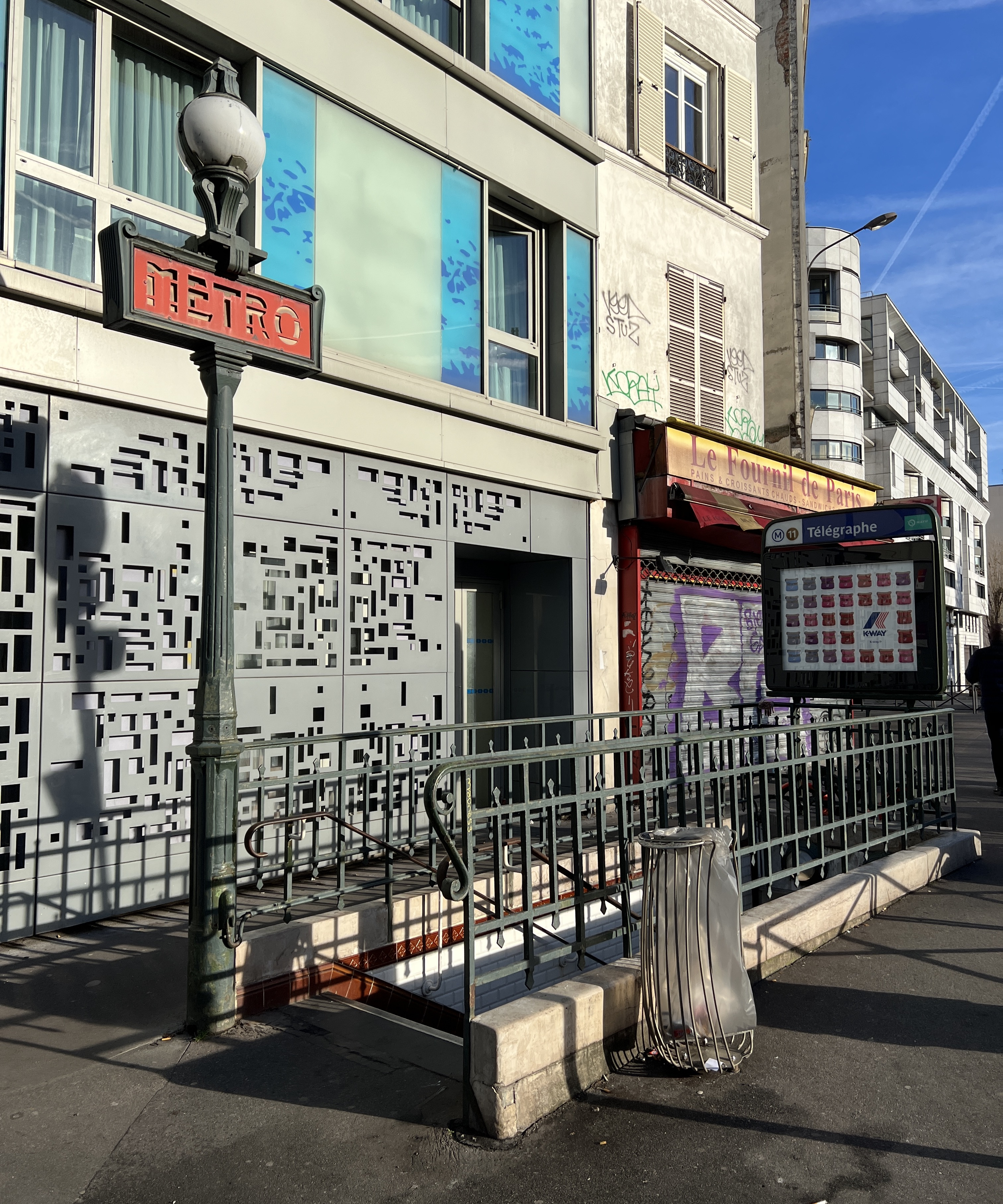
L'accès no 2, « Rue de Belleville ».
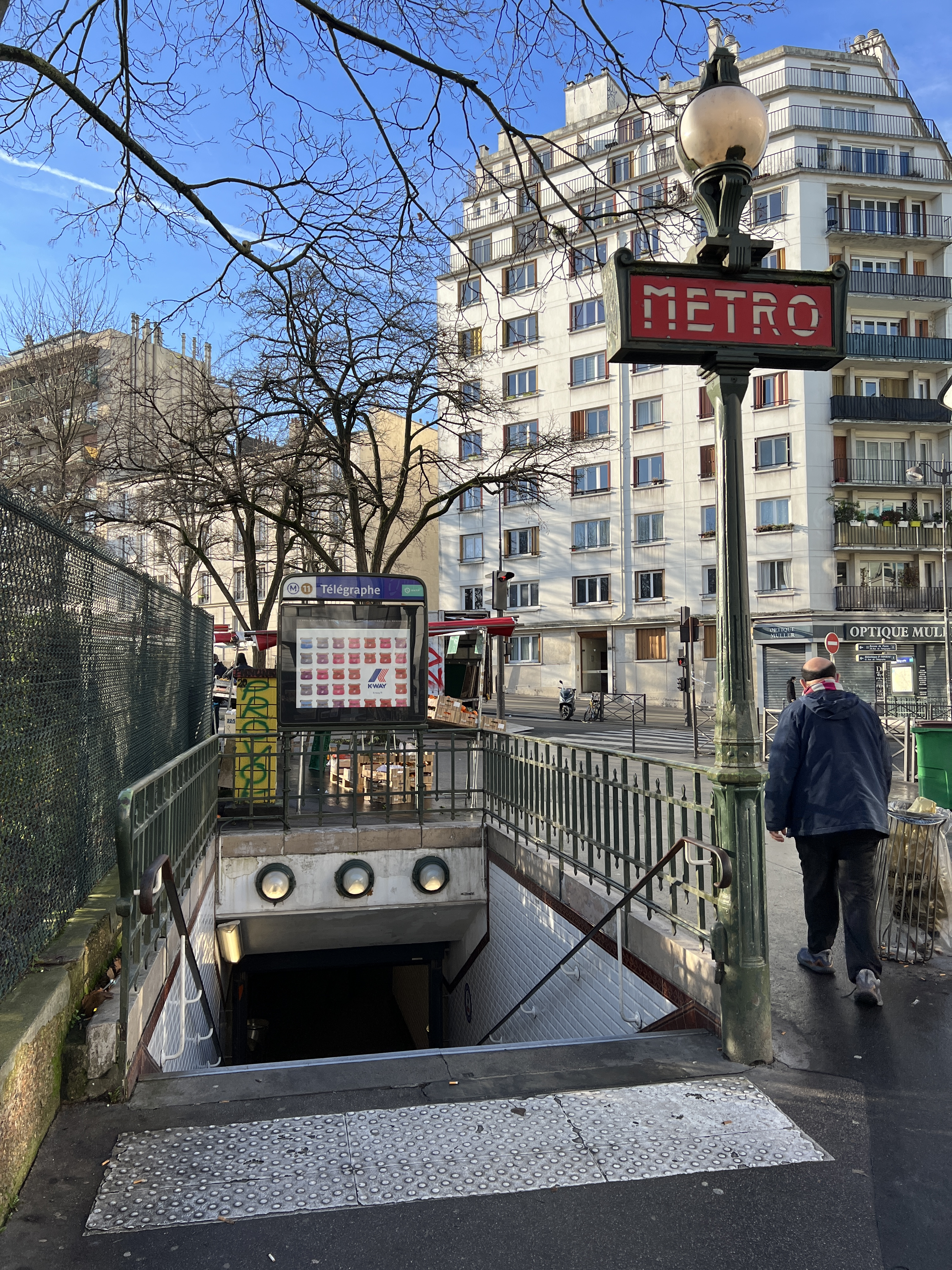
L'accès no 3, « Cimetière de Belleville ».
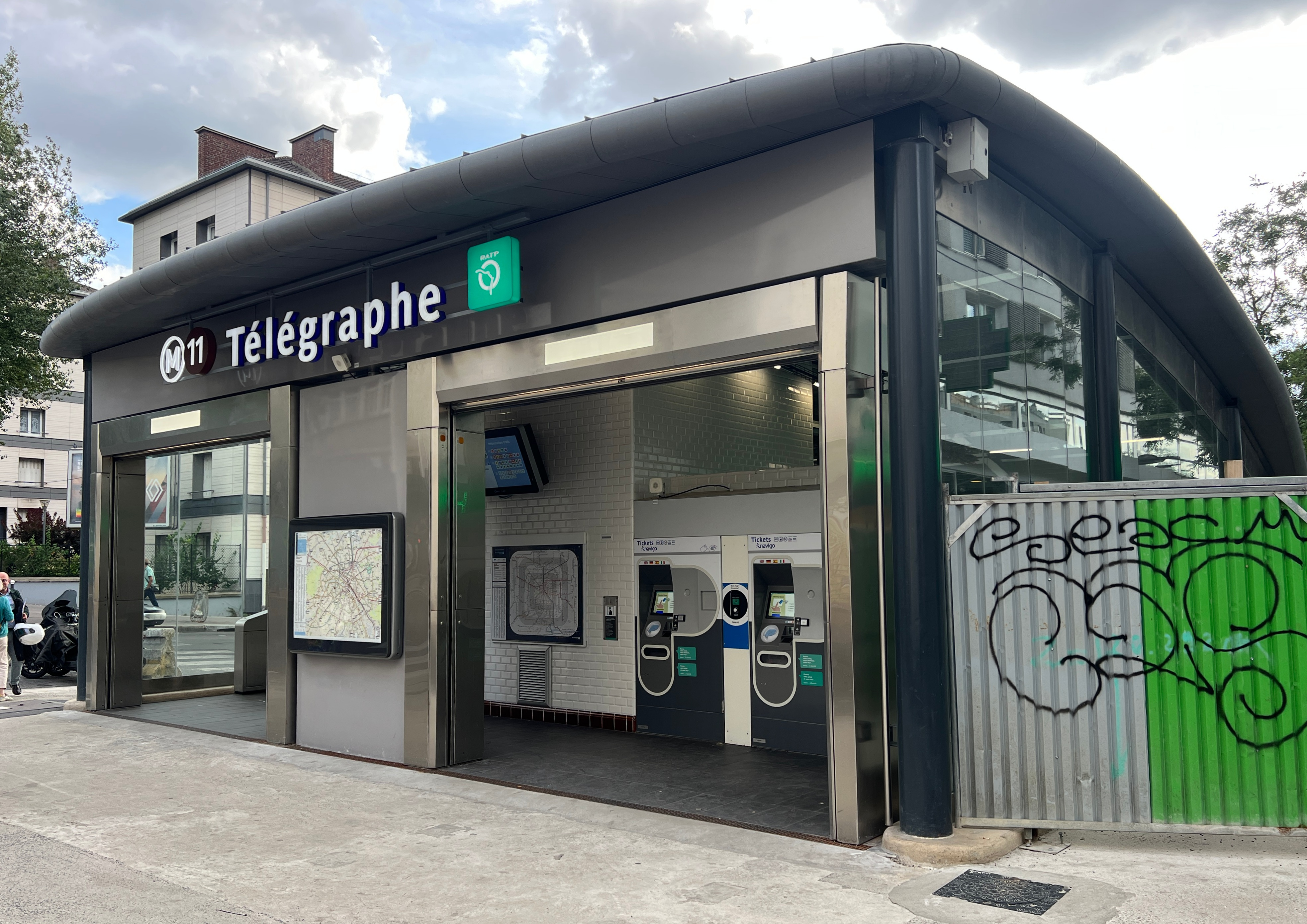
L'accès no 4, « Rue du Docteur-Potain », rajouté en 2023.

Compte tenu de l'importante profondeur des quais, l'accès à ces derniers depuis les accès nos 1 à 3 s'effectue au moyen d'escaliers fixes ou mécaniques, ces derniers figurant parmi les plus longs du réseau (le record étant détenu par ceux de la station voisine Place des Fêtes).

### Quais
Télégraphe est une station de configuration particulière : du fait de sa construction à travers un terrain instable, elle possède deux quais, d'une longueur conventionnelle de 75 mètres, encadrant les deux voies du métro, elles-mêmes séparées par un piédroit central déterminant deux demi-stations. Ce mur porteur est percé de plusieurs arcades réparties à raison d'un espace sur deux entre les cadres publicitaires.
La décoration est une variante du style utilisé pour la majorité des stations du métro : les carreaux en céramique blancs biseautés recouvrent les piédroits et le tympan, tandis que les deux voûtes, elliptiques, sont peintes en blanc. Chaque demi-station est éclairée par une rampe lumineuse spécifique suspendue que l'on retrouve également à la station Pyrénées sur la même ligne, ainsi qu'à la station Dupleix sur la ligne 6 et dans certaines gares RER de la RATP. Les cadres publicitaires sont en faïence de couleur miel à motifs végétaux et le nom de la station est également incorporé dans la céramique murale (uniquement du côté du quai dans chaque demi-station), selon le style décoratif d'entre-deux-guerres de la CMP d'origine. Les sièges, de style « Akiko » (renouveau du métro), sont de couleur jaune.
Il s'agit d'une des rares stations du réseau dont la décoration en faïence de style « CMP » n'est plus d'origine.

Quais de la station
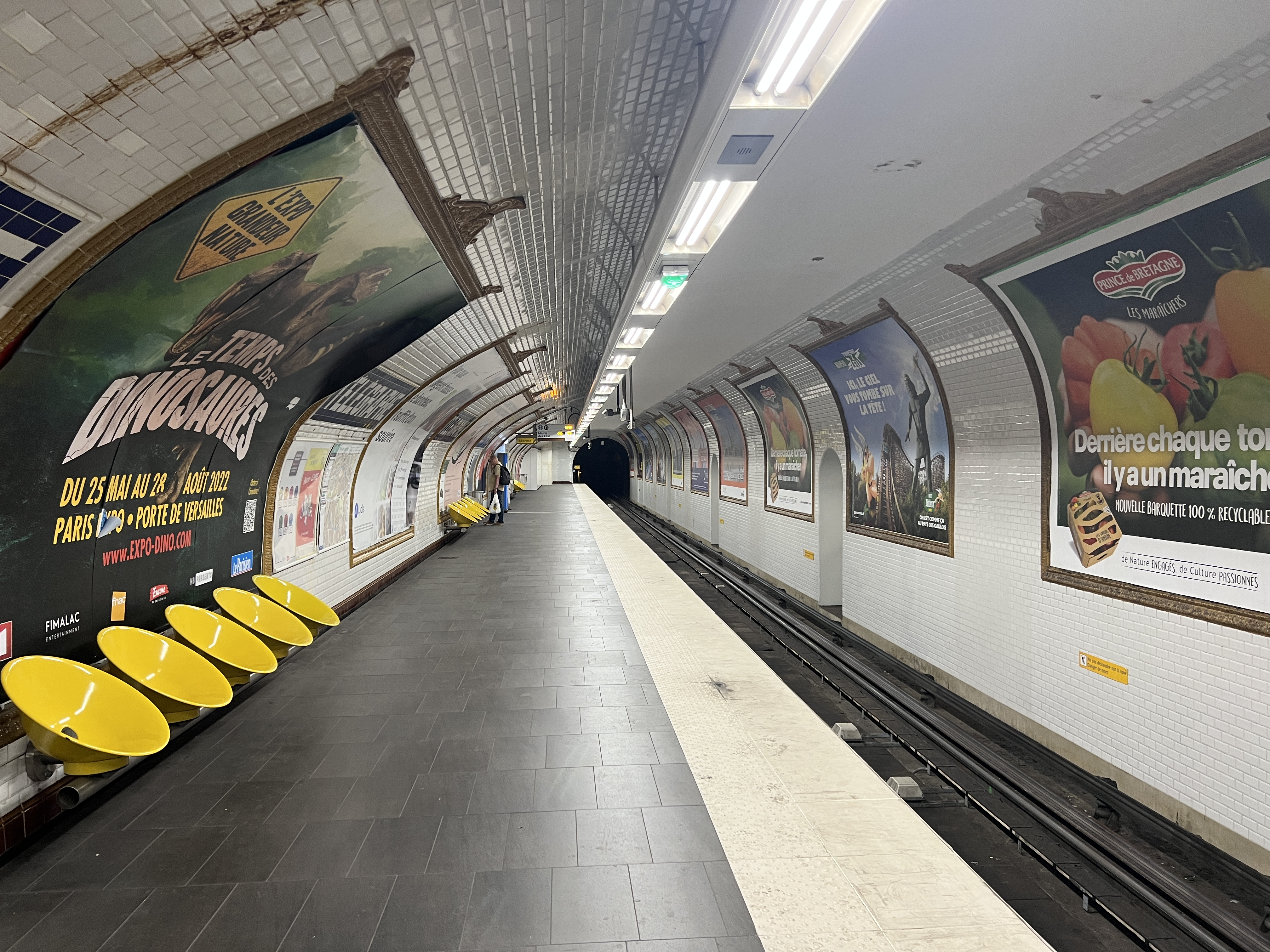
Le quai pour Mairie des Lilas (actuelle direction Rosny-Bois-Perrier) en 2022.
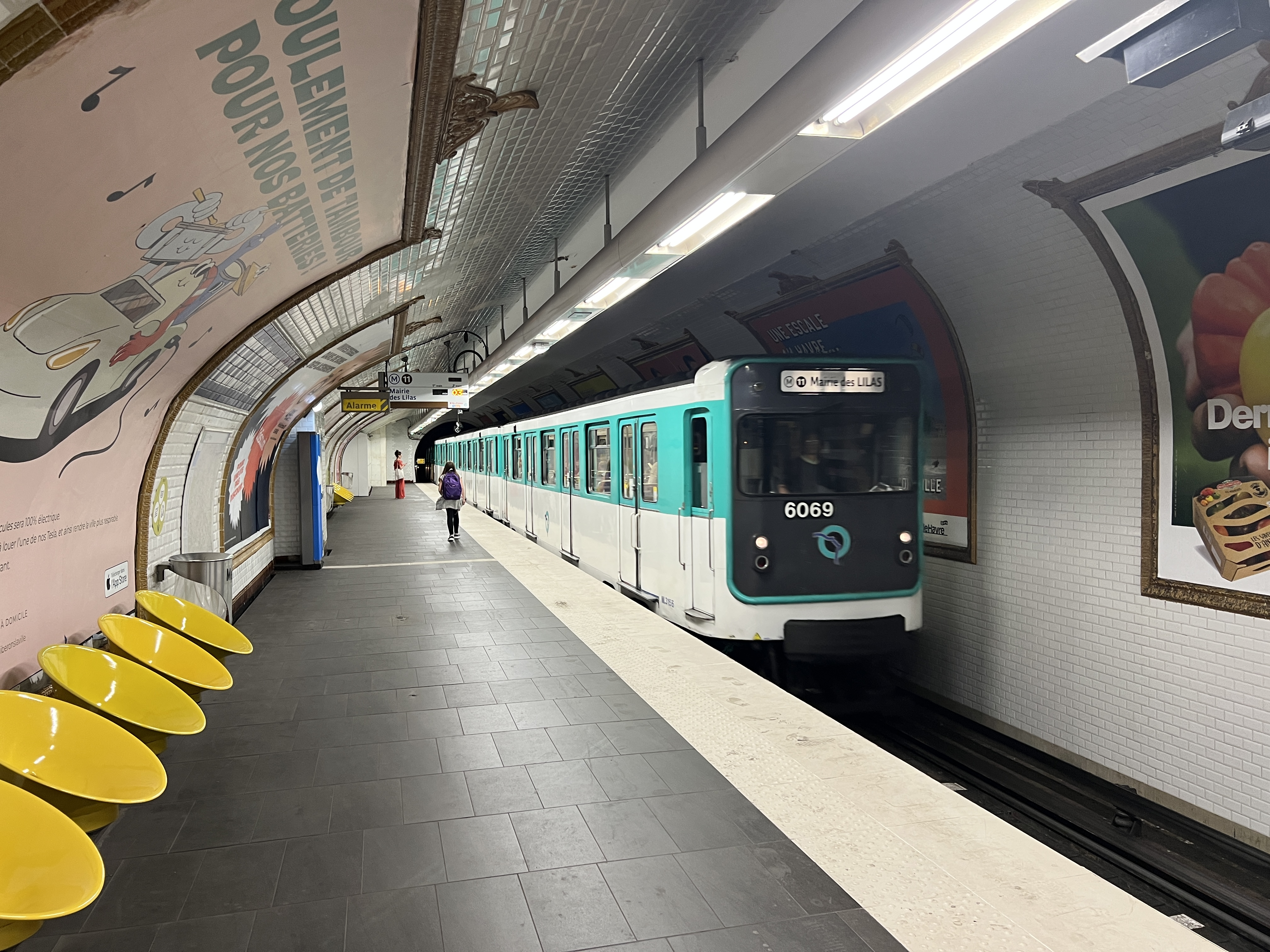
Rame MP 59 entrant en station en direction de Mairie des Lilas.
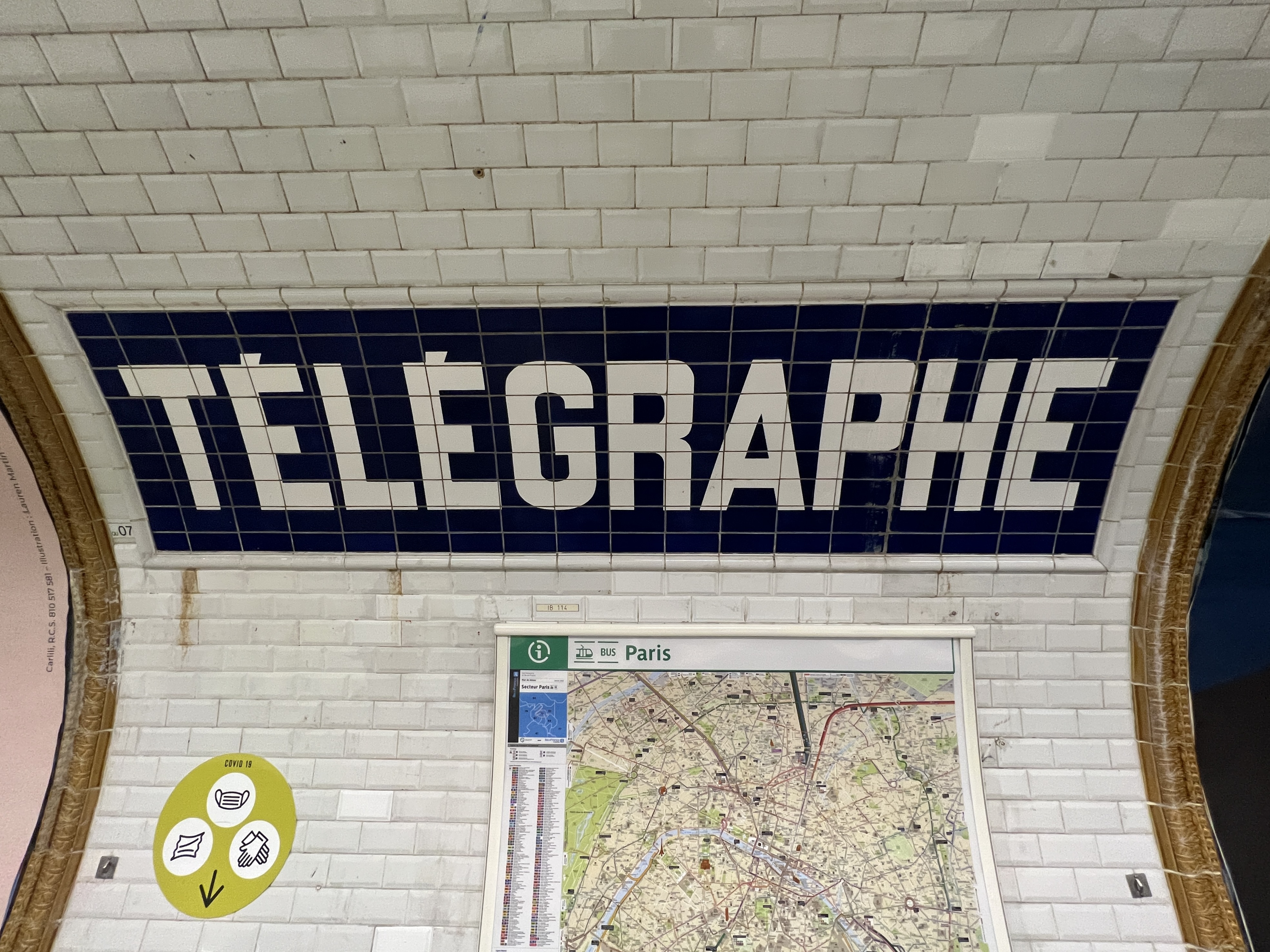
Faïence murale incorporant le nom de la station.

### Intermodalité
La station est desservie par les lignes 20 et 60  du réseau de bus RATP et, la nuit, par les lignes N12 et N23 du réseau Noctilien.

## À proximité
- Cimetière de Belleville
- Square Belleville - Télégraphe
- Réservoir de Belleville
- Jardin Pixérécourt
- Jardin Léon-Zyguel
- Jardin Emmi-Pikler
- Église Notre-Dame-des-Otages
- Ambassade du Burundi

## Au cinéma
Une scène du film Le Samouraï (1967) de Jean-Pierre Melville, avec Alain Delon, est tournée à la station Télégraphe,.